# Joan Soler i Faneca
Joan Soler i Faneca (Barcelona, 1731 - ibídem, 1794) fue un arquitecto español.

## Biografía

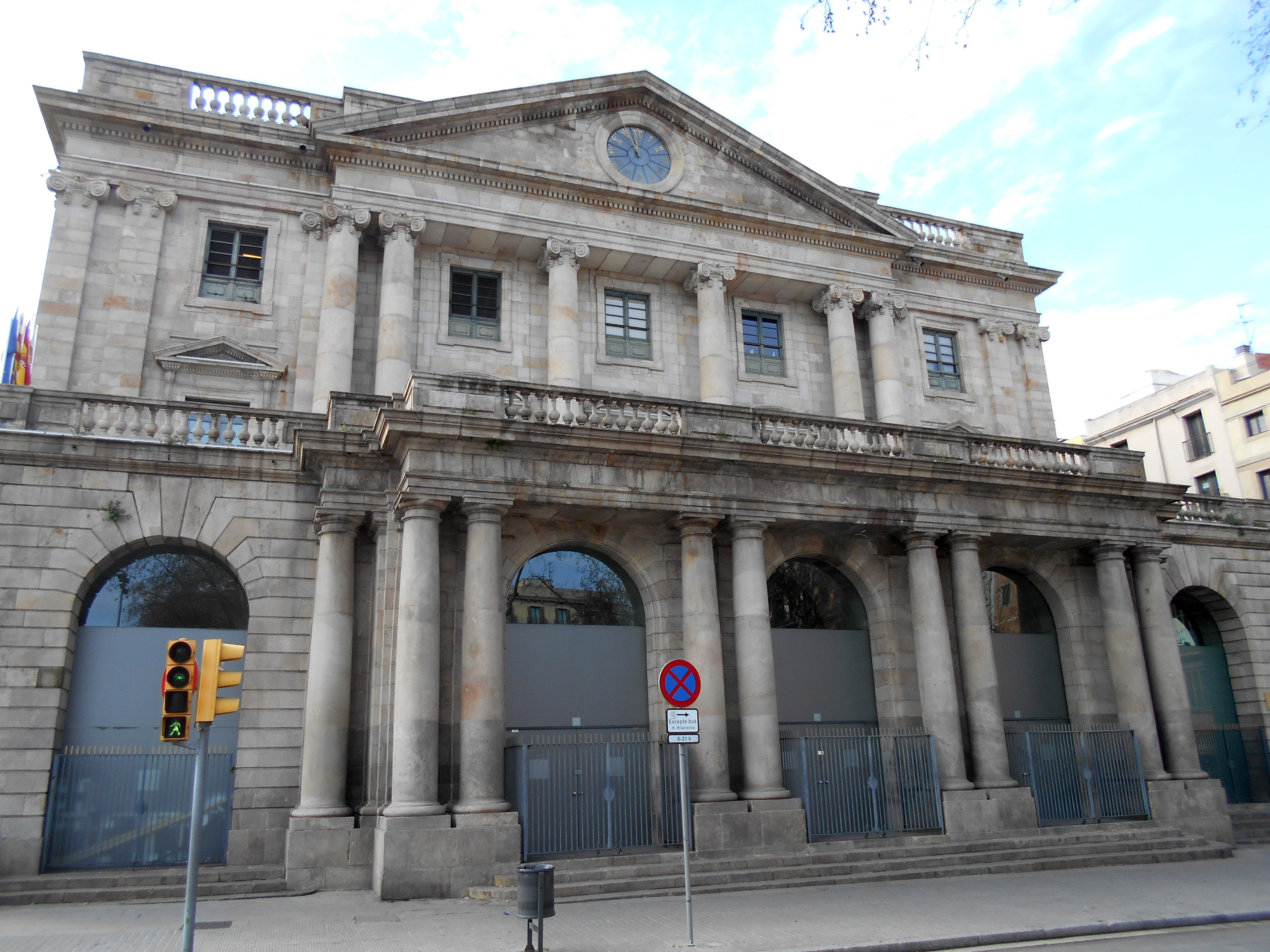
Lonja de Barcelona.

Fue discípulo del ingeniero militar Joan d'Escofet, enmarcándose en un estilo neoclásico de influencia francesa. En 1760 fue nombrado arquitecto municipal de Barcelona y provincia, cargo para el cual construyó el cuartel de caballería de Igualada y la iglesia de Roda de Ter (1771). En 1772 proyectó junto a Josep Ribas i Margarit el Palacio del Duque de Sessa, en la calle Ancha. También en Barcelona se encargó del Palacio Marc de Reus (1775-1780), en la Rambla de Santa Mónica, así como la restauración de la torre de San Juan, en la Ciudadela. Realizó igualmente diversos trabajos de ingeniería, como el canal de Urgel y el de Reus, en Salou, el muelle del puerto de Barcelona y el puente de Tremp. En 1802 construyó un puente de madera entre la Aduana y el Palacio Real, para la visita de Carlos IV.
En 1774 recibió el encargo de reformar el Palacio de la Lonja, en el que trabajó hasta su muerte, proyectando un edificio de corte clasicista que denota una cierta influencia palladiana. Destaca la fachada, con un pórtico de columnas toscanas avanzado al cuerpo del edificio, coronado por un frontón sostenido por columnas de orden jónico, estructura que se repite en las otras fachadas, coronadas con balaustradas; las aberturas son de medio punto en la planta baja, mientras la planta noble combina ventanas y balcones con frontones que alternan formas circulares y triangulares.
Fue padre de Tomàs Soler i Ferrer, que le sucedió en las obras de la Lonja y en el canal de Urgel.